# 人民阵线 (不列颠哥伦比亚)
人民阵线（英語：People's Front）是加拿大共产党（马列）过去在不列颠哥伦比亚省的分支，成立于1980年11月22日。它的意识形态是共产主义、马克思列宁主义、反修正主义、霍查主义。它的政治立场是极左翼。该党总部位于穆迪港杜德尼主干道26-3313号。它的领袖是查尔斯·博伊兰。2017年5月31日，因未在2013年不列颠哥伦比亚大选和2017年不列颠哥伦比亚大选中推出候选人参选而失去注册政党资格。